# Presumtion
Presumtion (latin: præsumptio, "föregripande") är en juridisk term för en sorts erfarenhetsmässigt grundat antagande. Det menar att det föreligger ett samband mellan en viss presumerande omständighet och en annan presumerad omständighet, utan att särskild bevisning för detta måste läggas fram.
I vissa fall kan presumtion inte motbevisas. Exempelvis antas en viss alkoholhalt i blodet alltid medföra fara vid bilkörning (se rattfylleri). Det kan därför inte ledas i bevis att en alkoholpåverkad bilförare i det konkreta fallet inte utsatt andra för fara med sin bilkörning. I andra fall kan presumtion under vissa förutsättningar motbevisas. Ett exempel på detta är den så kallade pater est-regeln, enligt vilken man utgår från att en gift kvinnas barn har den äkta mannen som fader. Under vissa omständigheter kan dock presumerat faderskap upphävas.